# Sumedang
Sumedang este un oraș din Indonezia.